# Gymnostachyum diversifolium
Gymnostachyum diversifolium är en akantusväxtart som beskrevs av C. B. Cl.. Gymnostachyum diversifolium ingår i släktet Gymnostachyum och familjen akantusväxter. Inga underarter finns listade i Catalogue of Life.